# Art ASCII
|  | Per a altres significats, vegeu «ASCII (desambiguació)». |

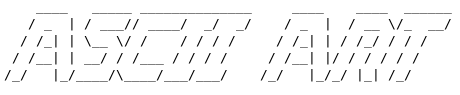
Estil "Oldskool" o "Amiga"

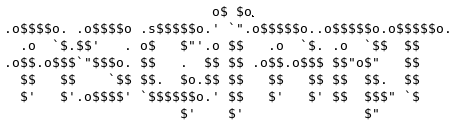
Estil "Newskool"

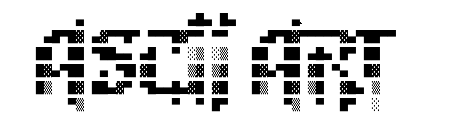
Estil "Block" o "High ASCII"

L'art ASCII és un mitjà artístic que utilitza recursos assistits per ordinador fonamentats en els caràcters d'impressió del Codi Americà Estàndard d'Intercanvi d'Informació (ASCII). Avui en dia pot crear-se amb qualsevol editor de textos, tot i que en la dècada prèvia a l'adveniment de la computadora personal d'escriptori (IBM PC, 1981) alguns artistes l'usaven de manera experimental i com a mitjà alternatiu de disseny gràfic, usant targetes perforades de 80 i 96 columnes, així com diversos programes compiladors o utilitaris (COBOL, RPG, IBM DITTO).
Entre els exemples més antics coneguts d'ASCII es troben les creacions del pioner de l'art informàtic Kenneth Knowlton, dels volts de 1966, qui treballava per Bell Labs en aquella època. Studies in Perception I, de Knowlton i Leon Harmon, mostra alguns exemples dels seus primers treballs d'art ASCII.
L'art ASCII s'ha utilitzat quan no és possible la transmissió o la impressió d'imatges en les configuracions d'equips assistits per ordinador, com teletips i equips de visualització (consoles i terminals) que no compten amb targetes de processament gràfic. L'art ASCII ha servit com a llenguatge font per a representar logotips de companyies i productes, crear diagrames procedimentals de flux d'operacions i també en el disseny dels primers videojocs. Programes d'edició de text especialitzats com IMG2TXT o JPG2TXT estan dissenyats per a dibuixar figures geomètriques i omplir àrees de llum i ombra amb una combinació de caràcters basant-se en algoritmes matemàtics.

## Història

### Art amb la màquina d'escriure

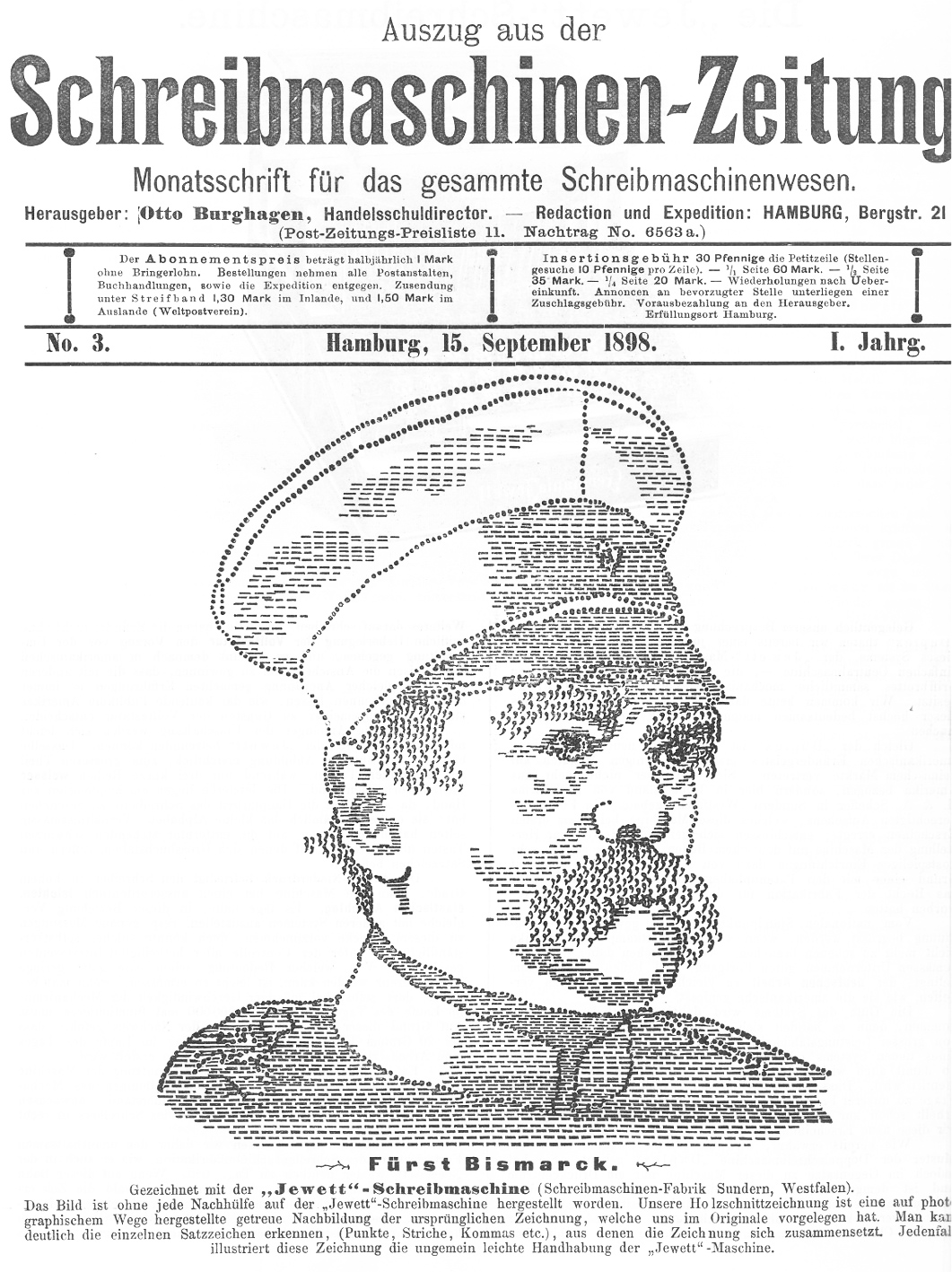
Art ASCII del general alemany Otto von Bismarck en un periòdic nacional publicat 6 setmanes després de la seva defunció. L'art ASCII va ser fet íntegrament en una màquina d'escriure.

Des de 1867, les màquines d'escriure s'han usat per a crear art.

### TTY i RTTY
TTY ve de l'anglès "TeleTYpe" o "TeleTYpewriter", és conegut com a Teleimpressora o Teletip. RTTY ve de "RadioTeleTYpe", en què s'utilitzaven jocs de caràcters com el codi Baudot, predecessor de l'ASCII. Segons un capítol de RTTY Handbook, l'any 1923 ja s'enviaven imatges de text a través del teletip. És sabut que, en les dècades de 1960 i 1970, les imatges de text van aparèixer amb freqüència en els radioteletips.

### Art amb impressora de línies
La dècada de 1960, Andries van Dam publicà una representació d'un circuit electrònic produït en una impressora de línies IBM 1403. Alhora, Kenneth Knowlton produïa imatges realistes, també mitjançant impressores de línies, tot imprimint caràcters un sobre l'altre. Cal destacar que no es tractava d'art ASCII, ja que la 1403 funcionava amb una plataforma codificada en EBCDIC.

### Art ASCII
L'ús generalitzat de l'art ASCII es remunta als sistemes de taulells d'anuncis informàtics de finals dels anys 70 i principis dels 80. Les limitacions dels ordinadors d'aquella època obligaven a usar caràcters de text per a representar imatges. No obstant això, juntament amb l'ús de l'ASCII en la comunicació, també començà a aparèixer en grups d'art clandestí de l'època. Un còmic ASCII és una forma de webcòmic que utilitza text ASCII per a crear imatges. En lloc d'imatges en un còmic normal, s'usa art ASCII, amb el text o el diàleg col·locat, normalment, sota la vinyeta.
Durant la dècada de 1990, la navegació gràfica i les fonts d'amplada variable van fer-se cada vegada més populars, fet que va provocar la decadència de l'art ASCII. Malgrat això, l'art ASCII sobrevisqué a través dels MUD en línia, acrònim de l'anglès "multi-user dungeon" (videojocs textuals de rol amb opció de multi-jugador), Internet Relay Chat, el correu electrònic i altres formes de comunicació en línia.

### ANSI
ASCII i, més important, ANSI foren elements bàsics de la primera era tecnològica; els sistemes de terminal es basaven en una presentació coherent tot utilitzant color i senyals de control en els protocols de terminal.
Amb el pas dels anys, els grups pirata (en anglès, "warez") començaren a entrar en l'escena de l'art ASCII. Aquests grups solen publicar arxius .nfo amb el seu software, cracks o altres llançaments generals d'enginyeria inversa de software.

## Usos
L'art ASCII s'utilitza allà on el text pugui imprimir-se o transmetre's més fàcilment que els gràfics o, en certs casos, on la transmissió d'imatges no sigui possible. Això inclou màquines d'escriure, teleimpressores, terminals d'ordinador no gràfiques, les primeres xarxes d'ordinadors o el correu electrònic. L'art ASCII també s'usa dins el codi font dels programes informàtics per a representar logotips d'empreses o productes, i diagrames de control de flux o d'altres tipus.
Alguns arxius d'esquemes electrònics representen els circuits mitjançant l'art ASCII.
En les edicions de juny de 1939, juliol de 1948 i octubre de 1948 de Popular Mechanics es poden trobar exemples d'art d'estil ASCII anteriors a l'era moderna dels ordinadors.
Els primers jocs d'ordinador jugats en terminals utilitzaven amb freqüència l'art ASCII per simular gràfics, sobretot el gènere "roguelike", que usava l'art ASCII per a representar masmorres i monstres. "0verkill" és un videojoc de tir en 2D dissenyat completament en art ASCII en color. MPlayer i VLC media player poden mostrar vídeos com art ASCII a través de la biblioteca d'AAlib. L'art ASCII també s'utilitza en la creació de jocs ZZT basats en DOS.
Moltes guies de jocs venen com part d'un arxiu .txt bàsic; aquest arxiu sovint conté el nom del joc en art ASCII.